# Jüdischer Friedhof (Třešť)

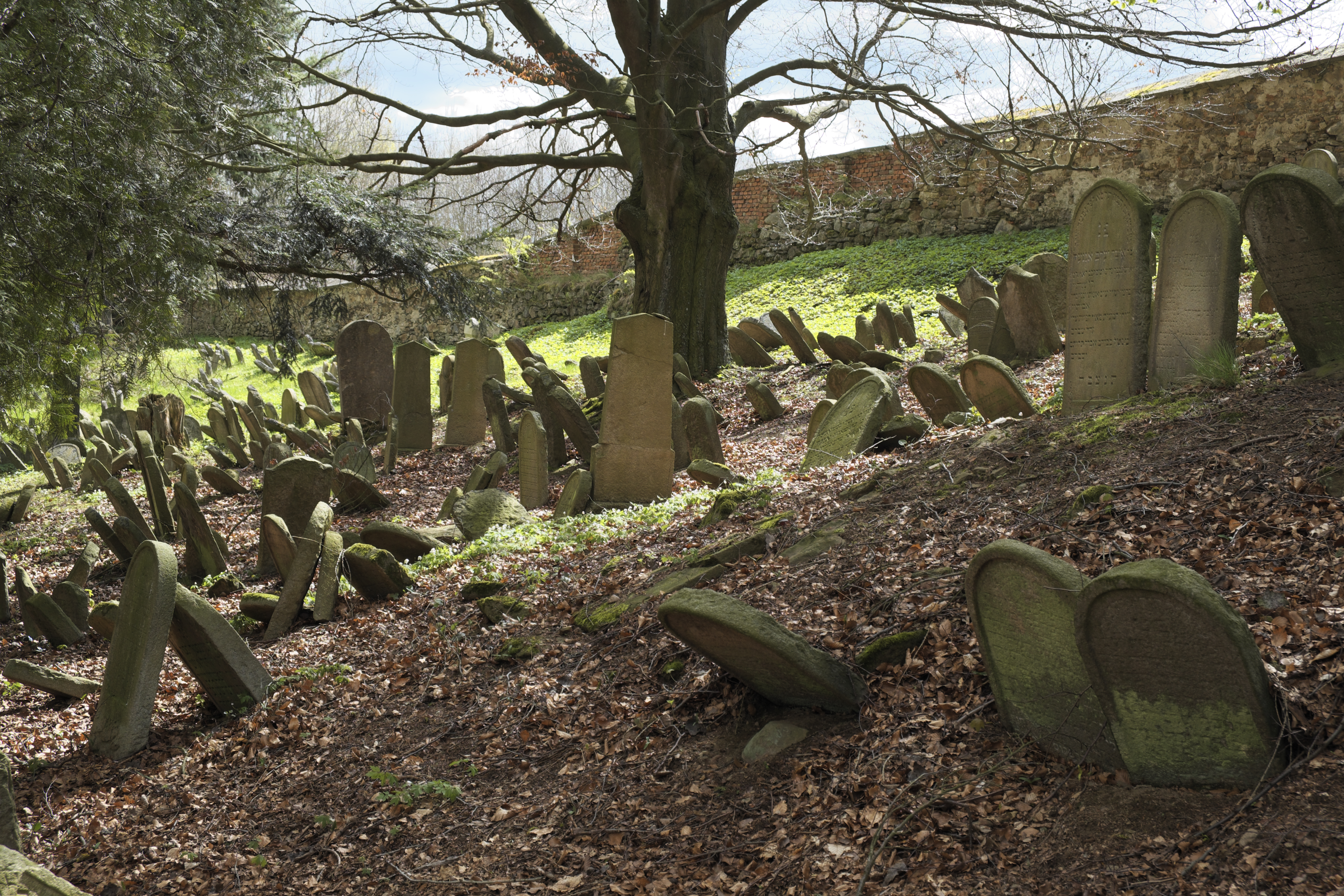
Jüdischer Friedhof in Třešť

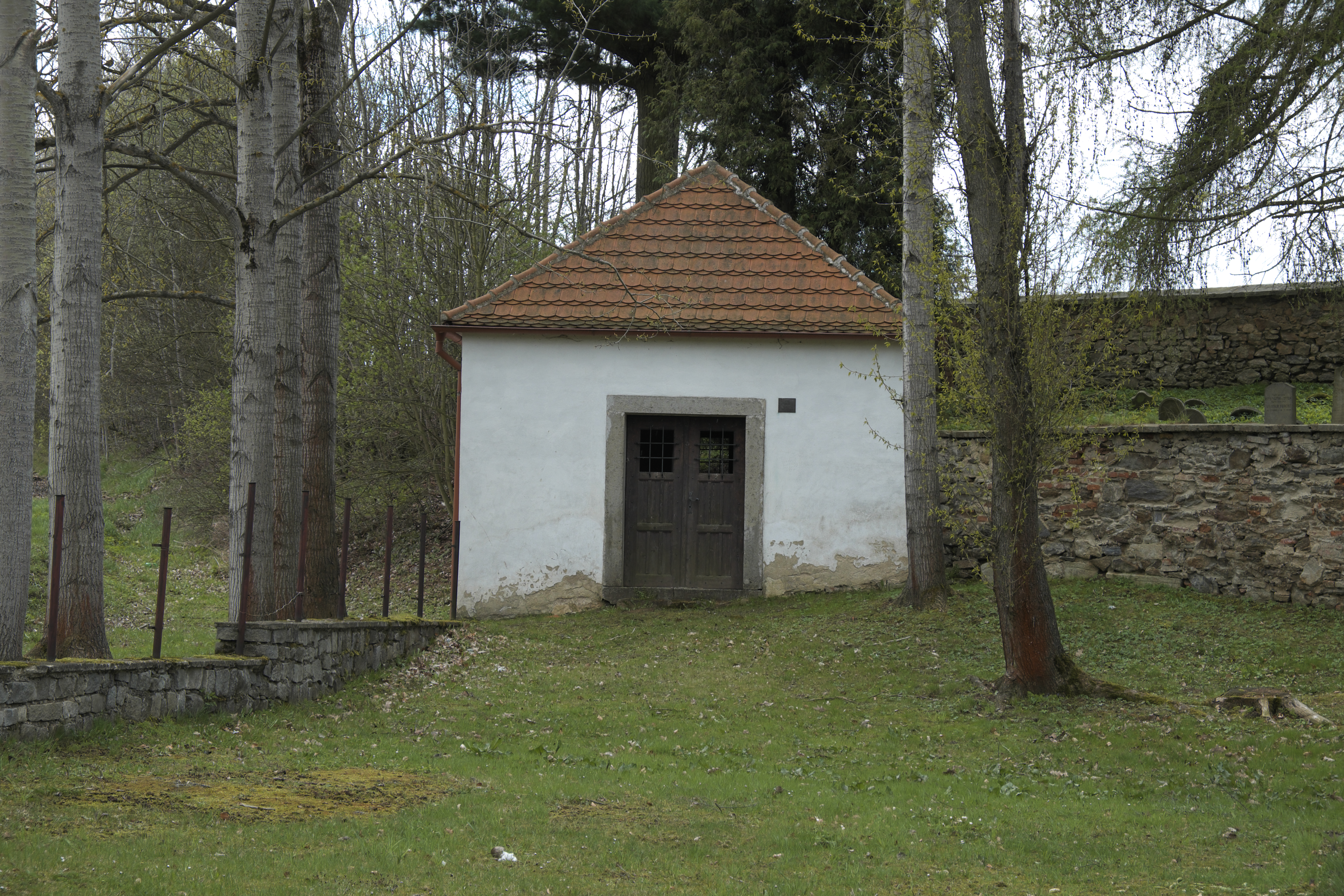
Taharahaus

Der Jüdische Friedhof in Třešť (deutsch Triesch), einer Stadt im Okres Jihlava in der Kraj Vysočina (Tschechien), wurde vermutlich im 17. Jahrhundert von der Jüdischen Gemeinde Třešť angelegt. Der jüdische Friedhof ist seit 1988 ein geschütztes Kulturdenkmal.
Der älteste Grabstein stammt aus dem Jahr 1705. Das Taharahaus ist erhalten.